# Дегтярь, Николай Иванович
Николай Иванович Дегтя́рь (1916—1986) — полковник Советской Армии, участник Великой Отечественной войны, Герой Советского Союза (1945).

## Биография
Николай Дегтярь родился 27 декабря 1916 года в селе Шевченково (ныне — Котелевский район Полтавской области Украины) в семье крестьянина. Окончил зооветеринарный техникум. В 1936 году Дегтярь был призван на службу в Рабоче-крестьянскую Красную Армию. В 1938 году он окончил Чугуевское военное авиационное училище, после чего остался служить в нём лётчиком-инструктором. С октября 1942 года — на фронтах Великой Отечественной войны.
К апрелю 1945 года гвардии майор Николай Дегтярь командовал эскадрильей 95-го гвардейского штурмового авиаполка  5-й гвардейской штурмовой авиадивизии 2-го гвардейского штурмового авиакорпуса 2-й воздушной армии 1-го Украинского фронта. К тому времени он совершил 116 боевых вылетов и 14 вылетов на разведку. В одном из боёв получил тяжёлое ранение. Противнику в результате бомбо-штурмовых ударов, произведённых Дегтярём, был нанесён серьёзный урон.
Указом Президиума Верховного Совета СССР от 27 июня 1945 года за «образцовое выполнение боевых заданий командования и проявленные мужество и героизм в боях с немецкими захватчиками» гвардии майор Николай Дегтярь был удостоен высокого звания Героя Советского Союза с вручением ордена Ленина и медали «Золотая Звезда» за номером 6041.
В 1947 году Дегтярь окончил курсы усовершенствования офицерского состава. В 1956 году в звании полковника он был уволен в запас. В 1956—1972 годах работал заместителем директора Всесоюзного НИИ геофизических исследований скважин в городе Октябрьский Башкирской АССР, в 1973—1984 годах — начальником аэропорта в Октябрьском. Умер 3 августа 1986 года, похоронен в городе Котельва Полтавской области.
Был также награждён тремя орденами Красного Знамени, орденами Александра Невского, Отечественной войны 1-й степени, Красной Звезды, рядом медалей.